# عواء دبي
العواء الدُبِّي (الاسم العلمي:Alouatta arctoidea) هو نوع من الحيوانات يتبع جنس سعدان العواء من فصيلة السعادين عنكبوتية.